# Helleborus cyclophyllus
Helleborus cyclophyllus es una especie de plantas de la familia Ranunculaceae.

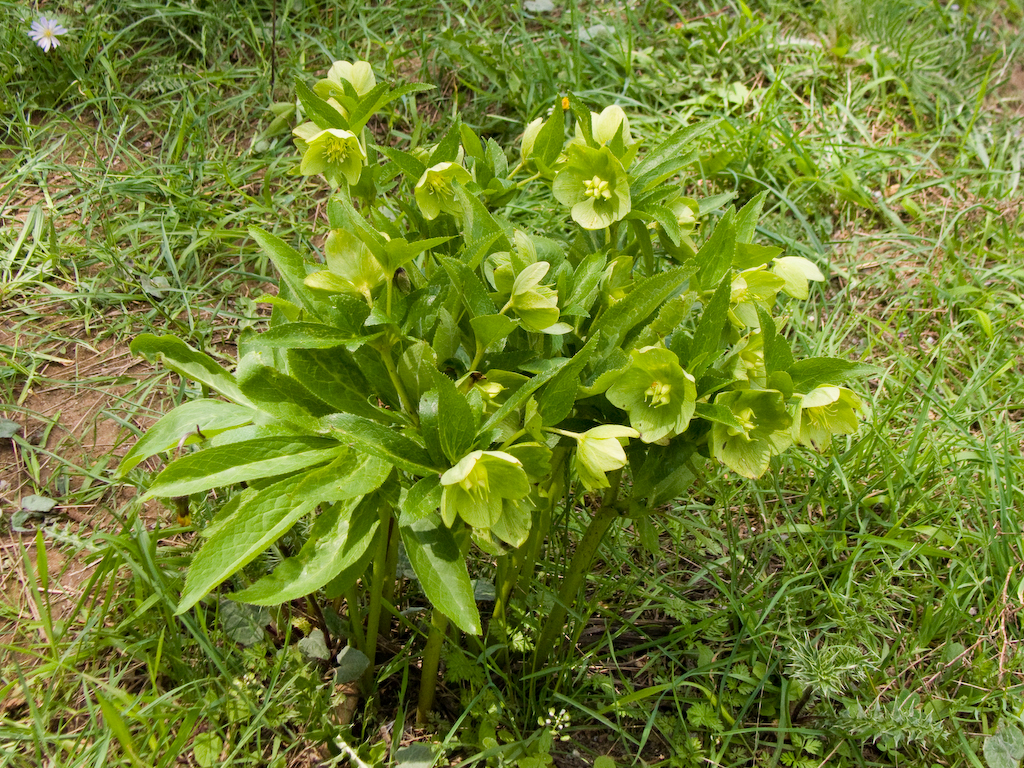
Vista de la planta

## Descripción
Es una planta herbácea perenne originaria de Albania, Grecia y Bulgaria y sus alrededores. Es similar en apariencia a otras Helleborus que se encuentran en la región de los Balcanes. Es acaulescente, lo que significa que carece de un tallo con hojas. Las hojas verdes son palmeadas y basales, extendiéndose en el suelo. Las flores son de color verde a amarillo-verde y de 5 a 6 cm de diámetro.

## Taxonomía
Helleborus cyclophyllus fue descrita por Pierre Edmond Boissier y publicado en Flora Orientalis 1: 61, en el año 1867.
Etimología
Ver: Helleborus
cyclophyllus: epíteto latíno que significa "con las hojas redondas"